# Ōnomatsu Midorinosuke
Ōnomatsu Midorinosuke est un nom japonais traditionnel ; le nom de famille (ou le nom d'école), Ōnomatsu, précède donc le prénom (ou le nom d'artiste).
Ōnomatsu Midorinosuke (阿武松 緑之助) (né en 1794 – 20 janvier 1852) est un lutteur sumo officiellement reconnu comme le 6e yokozuna. Il est aussi l'entraîneur de l'ōzeki Tsurugizan Taniemon.

## Biographie
Né à Shitsumi à Noto, Ōnomatsu se rend à Edo en 1815. Son nom de naissance reste ambiguë, mais ce serait vraisemblablement Sasaki Jokichi. Il fait ses débuts sous le nom de Koyanagi en mars 1815. Il atteint la première division makuuchi en octobre 1822. En janvier 1824, il est battu par Inazuma Raigorō, mais bat lui-même d'autres de rang maegashira #2 et est promu komusubi.
En été 1825, il bat Inazuma au sanctuaire Hirakawa Tenjin. Il est promu ōzeki en octobre 1826. Il change son nom de combattant en Ōnomatsu en mars 1827.

### Yokozuna
Ōnomatsu devient yokozuna en février 1828. Le 25 mars 1829, Ienari Tokugawa assiste à la victoire d'Ōnomatsu sur Inazuma.
En raison de son origine pauvre, par éthique mais aussi par manque de moyens, il tente de gagner ses combats par des moyens justes ou par des fautes. Pour ébranler la confiance de ses adversaires, il fait souvent un matta (attente) sur la première charge, ou tachi-ai (en) de ses combats de sumo. Il est souvent critiqué pour son style de combat même s'il est populaire à Edo.
Il se retire en novembre 1835. Dans la première division makuuchi, il comptabilise 142 victoires pour 31 défaites, pour un pourcentage de victoires de 82,1%. Le 7e yokozuna Inazuma est son grand rival. Son bilan global de carrière est assez loin derrière Inazuma, mais son palmarès sur lui est de 5 victoires (dont deux autres hors des honbasho), 4 défaites, 5 nuls et 1 interrompu.

## Palmarès
- La durée réelle des tournois de l'année de l'époque varie souvent.

Dans le tableau suivant, les cases en vert sont celles des tournois remportés.
| -    | Printemps                                 | Hiver                                |
| ---- | ----------------------------------------- | ------------------------------------ |
| 1822 | x                                         | Maegashira de l'est #7 6–3–1 1d      |
| 1823 | Maegashira de l'est #5 4–2 1nr            | Maegashira de l'est #2 7–2 1d        |
| 1824 | Maegashira de l'est #2 8–1–1 Non officiel | Komusubi de l'est 6–2–2              |
| 1825 | Komusubi de l'est 8–2 Non officiel        | Sekiwake de l'est 6–2–2              |
| 1826 | Sekiwake de l'est 5–1–3 1h                | Ōzeki de l'est 8–0–1 1d Non officiel |
| 1827 | Non inscrit                               | Sekiwake de l'est 7–0–3 Non officiel |
| 1828 | Ōzeki de l'est 3–3–2 1d 1h                | Ōzeki de l'est 7–1–2                 |
| 1829 | Ōzeki de l'est 5–0–1 1d                   | Ōzeki de l'est 6–0–1 2d 1h           |
| 1830 | Ōzeki de l'est 7–1–1 1h                   | Ōzeki de l'est 3–1–4 2h              |
| 1831 | Ōzeki de l'est 4–0–4 2d                   | Ōzeki de l'est 3–0–5                 |
| 1832 | Pas de tournoi                            | Ōzeki de l'est 7–1–1 1d              |
| 1833 | Ōzeki de l'est 5–0–1 4d                   | Ōzeki de l'est 2–2 3d 1h             |
| 1834 | Ōzeki de l'est 6–1–1 2d                   | Ōzeki de l'est 5–3–1 1d              |
| 1835 | Ōzeki de l'est 7–0–1 2d Non officiel      | Ōzeki de l'est Retraite 4–2–2 2d     |